# 三轮草
三轮草（学名：Cyperus orthostachyus），也称毛笠莎草，是莎草科莎草属的植物。分布于日本、朝鲜、俄罗斯东西伯利亚和远东地区以及中国大陆的山东、湖北、贵州、东北各省、四川、河北等地，生长于海拔10米至1,800米的地区，常生长在水边，目前尚未由人工引种栽培。

## 异名
- Cyperus orthostachyus Franch. et Sav. var. longibracteatus L. K. Dai